# Ungmennafélag Grindavíkur
Ungmennafélag Grindavíkur - conhecida como Grindavík - é uma equipe islandesa de futebol com sede em Grindavík. Disputa a primeira divisão de Islândia (Campeonato Islandês de Futebol).
Seus jogos são mandados no Grindavíkurvöllur, que possui capacidade para 1.500 espectadores.

## História
O Ungmennafélag Grindavíkur foi fundado em 1932.